# Fabiola Gianotti
Fabiola Gianotti, née le 29 octobre 1960 à Rome,, est une physicienne des particules italienne. Depuis 2016, elle est directrice générale de l'Organisation européenne pour la recherche nucléaire (CERN), poste qu'elle est la première femme à occuper depuis la création du CERN en 1954.

## Biographie

### Formation
Docteur en physique sub-nucléaire expérimentale de l'université de Milan, sa thèse porte sur l'analyse des données de l'expérience UA2 (en) obtenues avec le collisionneur proton-antiproton et dont l'objectif principal était de découvrir les bosons W et Z.
Également pianiste de formation, elle possède un diplôme professionnel de musique du conservatoire de Milan.

### Carrière scientifique
Fabiola Gianotti rejoint le CERN en 1996, travaillant sur des expériences diverses, dont l'expérience UA2 et ALEPH au sein du grand collisionneur électron-positron, le précurseur du LHC au CERN. Elle commence son travail sur la calorimétrie à l'argon liquide au LHC en 1990 et le poursuit pour ATLAS lorsque le projet débute en 1992.
Elle est porte-parole, puis coordinatrice, de 2009 à 2013, de l'expérience ATLAS au sein du grand collisionneur de hadrons (LHC) au CERN, qui est considéré comme la plus grande expérience scientifique au monde, avec près de 3 000 physiciens de 169 institutions, 37 pays et cinq continents. ATLAS est le plus grand détecteur jamais construit dans un collisionneur de particules.
Fabiolia Gianotti travaille également sur la supersymétrie de LEP2 entre 1996 et 2000.

### Directrice générale du CERN
Le 4 novembre 2014, elle est élue directrice générale de l'Organisation européenne pour la recherche nucléaire (CERN). Elle prend ses fonctions le 1er janvier 2016, pour un mandat de cinq ans, et succède à l'Allemand Rolf Heuer. Elle est la première femme nommée à ce poste depuis la création du CERN.
Elle participe à la réunion du Groupe Bilderberg de 2017,.
Le 6 novembre 2019, elle est reconfirmée dans ses fonctions. Il s'agit d'une « première » non encore prévue dans le statut du CERN.

### Autres fonctions
Fabiolia Gianotti est membre correspondante de l'Académie des Lyncéens et membre du Comité consultatif pour la physique au Fermilab, le laboratoire de physique des particules de Batavia, dans l'Illinois. En 2013, elle est nommée au Comité consultatif scientifique auprès du secrétaire général de l'ONU.
Le 17 novembre 2015, elle est élue membre associée étrangère de l'Académie des sciences en France.
Le 30 novembre 2017, le Forum économique mondial, a annoncé qu'une équipe de sept femmes  co-présiderait la 48e réunion annuelle, à Davos, en Suisse, du 23 au 26 janvier 2018. Les autres membres de cette équipe sont Sharan Burrow, secrétaire générale de la Confédération syndicale Internationale (CSI), Isabelle Kocher, alors présidente d'ENGIE, Christine Lagarde, alors directrice générale  du Fonds monétaire international, Ginni Rometty, PDG de IBM, Erna Solberg, Premier Ministre de la Norvège et Chetna Sinha, banquière indienne,.
Le 29 septembre 2020 elle est appelée par le pape à l'Académie pontificale des sciences.
Elle est membre du conseil d'administration du Forum économique mondial.

## Distinctions
- Novembre 2018: docteur honoris causa de l'université Savoie-Mont-Blanc[16].
- Octobre 2018: docteur honoris causa de l'université de Genève[17].
- Octobre 2018 : docteur honoris causa de l'université Paris-Sud[18]
- 9 décembre 2014: chevalier grand-croix de l'ordre du Mérite de la République italienne[19].
- 2013 : docteur honoris causa de l’École polytechnique fédérale de Lausanne
- 13 novembre 2012: la municipalité de Milan lui décerne la médaille d’or, qui lui est remise le 7 décembre suivant par le maire de la ville[20].
- L'astéroïde (214819) Gianotti porte son nom.
- 9 juin 2018 : doctorat honoris causa de l'Université de Chicago[21].
- Membre associée de l'Académie royale des sciences, des lettres et des beaux-arts de Belgique en 2023[22].